# Aj I.
Merneferre Aj (tudi Aja ali Eje) je bil faraon Trinajste egipčanske dinastije, ki je vladala v drugem vmesnem obdobju Egipta. V razdrobljenem Egiptu je vladal več kot 23 let v zgodnjam do srednjem 17. stoletju pr. n. št. Piramidion z njegovim imenom kaže, da je morda zgradil svojo piramido, verjetno v memfiški nekropoli.
Bil je zadnji faraon Trinajste dinastije, dokazan izven Gornjega Egipta. Število njemu pripisanih artefaktov je kljub dolgi vladavini relativno  majhno, kar morda kaže na resne težave v Egiptu. Zgleda, da se je proti koncu njegovega vladanja "egipčanska [državna] administracija popolnoma sesula". Med njegovim vladanjem ali kmalu zatem je bil opuščen tudi Ititavi, prestolnica Egipta od Srednjega kraljestva. Nekateri znanstveniki zato Aja I. štejejo tudi za zadnjega faraona Srednjega egipčanskega kraljestva.

## Kronologija

### Kronološki položaj
Relativni kronološki položaj Aja I. kot faraona Trinajste dinastije je dobro določen v Torinskem seznamu kraljev, sestavljenem v zgodnjem ramzeškem obdobju Egipta (1292–1069 pr. n. št.). Seznam je primarni zgodovinski vir za drugo vmesno obdobje Egipta. Aj I. je zapisan v 3. vrstici 8. kolone seznama (po Gardinerju v 3. vrstici 6. kolone in po von Beckerathu v vnosu 7.3). Njegov predhodnik je bil Vahibre Ibiau, naslednik pa Mehotepre Ini, ki je bil morda njegov sin.
Natančen kronološki položaj Aja I. je pri različnih znanstvenikih različen. Jürgen von Beckerath in Aidan Dodson ga imata za 27. faraona dinastije, medtem ko ga Kim Ryholt in Darrell Baker umeščata na 32. oziroma 33. mesto. Podobno je z absolutnim datiranjem, ki se med avtorji razlikuje za 17 let: 1701-1677 pr. n. št. (Ryholt)  in 1684-1661 pr. n. št. (Schneider).

### Dolžina vladanja
Dolžina vladanja Aja I. je bila do nedavnega sporna, ker je Jürgen von Beckerath podatek na poškodovanem Torinskem seznamu kraljev prebral kot 13 let,  medtem ko sta ga  Alan Gardiner in Kenneth Kitchen prebrala kor 23 let. Nedavna Ryholtova študija Torinskega seznama je pokazala, da je vladal "23 let, 8 mesecev in 18 dni".

## Vladanje in dokazi
Aj I. je vladal v Srednjem in Gornjem Egiptu vzporedno z rivalsko Štirinajsto dinastijo, ki je vladala najmanj v vzhodni Nilovi delti. Egiptologa Kim Ryholt in Darrell Baker menita, da je bil Aj I. uzurpator, ki si je prilastil Ibiauov prestol.  Njuna trditev temelji na popolni odsotnosti omemb faraonovega očeta tako v imenu  kot na  njemu pripisanih artefaktih.  Če bi bil njegov oče faraon, bi ga zelo verjetno omenil, tako kot številni drugi faraoni iz Trinajste dinastije. Zelo malo znanega je tudi o njegovih soprogah. Domneva se, da je bil poročen s kraljico Ineni, katere skarabeji so slogovno podobni Ajevim.

### Dokazi
Aj I. je dokazan na kar 62 skarabejskih pečatih in enem valjastem pečatu z njegovim imenom. 51 pečatov nima znanega porekla. Med pečati z znanim poreklom so trije iz Spodnjega Egipta, natančneje eden iz Bubastisa in dva iz Heliopolisa. Drugi skarabeji z znanim poreklom so iz Abidosa, Koptosa in Lišta, se pravi iz Srednjega ali Gornjega Egipta. Med druge dokaze spadajo okrogel vrč iz obsidiana, zdaj v Metropolitan Museum of Art, krogla, posvečena Sobeku, napis na kamnitem bloku, delu preklade vrat, odkritem leta 1908 v Karnaku, in piramidion.
Piramidion je egiptovska policije leta 1911 zaplenila roparjem grobov. Na njem sta vgravirana faraonovo ime in on sam, ki daruje Horu, gospodarju nebes. Vse kaže, da je med svojim dolgim vladanjem uspel zgraditi svojo piramido. Egiptologi so prepričani, da je piramida stala na nekropoli v Memfisu in bila izropana med invazijo Hiksov okoli leta 1650 pr. n. št.

## Zapuščina
Število njemu pripisanih predmetov je za njegovo skoraj 24 let dolgo vladavino relativno majhno, kar morda kaže na težave v Egipčanskem kraljestvu. Ryholt in drugi egiptologi so prepričani, da se je državna uprava v tem času popolnoma sesula.
Merneferre Aj je bil zadnji faraon Trinajste dinastije, ki je dokazan tudi izven Egipta. To morda kaže, da je bila stara prestolnica Srednjega kraljestva Ititavi zapuščena v korist Teb. Daphna Ben Tor je prepričana, da je bila selitev posledica invazije Kanaancev v vzhodno Nilovo delto. Trinajsta dinastija je izgubila oblast v Spodnjem Egiptu, morda tudi v samem Memfisu. Dogodki so hkrati  pomenili konec Srednjega kraljestva in začetek drugega vmesnega obdobja Egipta. Tyholt in Baker se s takšno razlago dogodkov ne strinjata in trdita, da stela faraona Sehekenre Sankptaha, ki je vladal čisto na koncu Trinajste dinastije, trdno dokazuje, da je vladal iz Memfisa. Izvor stele je, žal, neznan.